# Manolo Portanova
Manolo Portanova, né le 2 juin 2000 à Naples, est un footballeur italien qui évolue au poste de milieu de terrain avec le club du Genoa CFC.

## Biographie

### En club
Portanova est issu des équipes de jeunes de la Lazio, et commence à jouer avec l'équipe des moins de 19 ans lors de la saison 2016-17. 
En juillet 2017, il rejoint le club de la Juventus.   
Il fait ses débuts avec l'équipe première de la Juventus, en Serie A, le 26 mai 2019, lors du dernier match de la saison, remplaçant Emre Can, lors d'une défaite 2-0 contre la Sampdoria. Au cours de ce match, il délivre une passe décisive en faveur de Moise Kean, mais le but s'avère refusé pour cause de hors-jeu.

### En sélection nationale
Il est appelé une première fois en 2017 pour représenter son pays avec le groupe des moins de 17 ans. Il participe au championnat d'Europe des moins de 17 ans en 2017 avec cette équipe. Lors de cette compétition, il joue trois matchs. Il se met en évidence en délivrant une passe décisive contre la Croatie. Le bilan de l'Italie dans ce tournoi s'élève à une seule victoire et deux défaites.
Avec les moins de 18 ans, il inscrit deux buts en juin 2018, lors de matchs amicaux contre la Libye et l'Espagne.
Avec les moins de 19 ans, il marque un but contre l'Estonie en octobre 2018, lors des éliminatoires du championnat d'Europe des moins de 19 ans 2019. Il marque ensuite en novembre 2018, deux buts la Hongrie et la Slovaquie, lors de matchs amicaux. A noter qu'il officie comme capitaine lors du match contre la Hongrie. En 2019, la Hongrie se qualifie pour la phase finale du championnat d'Europe. Portanova se met en évidence lors de ce tournoi, en étant l'auteur d'un doublé contre l'Arménie. Le bilan de l'Italie dans ce tournoi s'élève une nouvelle fois à une seule victoire et deux défaites.
Le 5 septembre 2019, il joue son premier match avec les moins de 20 ans, lors d'une rencontre amicale face à la Pologne (victoire 2-0).

## Palmarès
Juventus
- Championnat d'Italie (1) : 
  - 2018-19.

## Vie privée
Son père, Daniele Portanova, est également footballeur. Il a joué en Serie A avec Sienne, Bologne et le Genoa CFC.